# 酉蓮社
酉蓮社（ゆうれんじゃ）
1. 浄土宗の高僧聖冏の蓮社号（浄土宗の称号）。
2. 1.の聖冏に因んで命名された増上寺の別院。現在は東京都目黒区に所在。本項にて解説。

酉蓮社（ゆうれんじゃ）は、東京都目黒区にある浄土宗の寺院。「社」となっているが、神社ではなく仏教寺院である。

## 歴史
1750年（寛延3年）、錬誉雅山によって開山された。増上寺の学僧が大蔵経を閲覧できるように、今でいう図書館機能を備えた寺院を整備したのが当社の起源である。そして浄土宗の高僧聖冏（酉蓮社了誉）の像を安置したことから「酉蓮社」を称することになった。
当社は「祠堂金」と呼ばれる一種の貸金業を営むことで財源を得ていたが、明治になり祠堂金制度は廃止されたことで、貴重な財源を失い窮乏化した（檀家は持っていなかった）。その後も災難続きで、境内を削られたりした。1945年（昭和20年）の空襲では、建物を焼失してしまっている。その際の混乱で聖冏上人像は行方不明になった。戦後、首都高速都心環状線建設のため、1963年（昭和38年）に現在地に移転した。

## 蓮社について
蓮社（れんじゃ）とは、中国において念仏を実践する集団のことである。日本でいう念仏講に相当する存在といえる。これらの中で「白蓮社」が特に著名だったことから、これらの集団を「蓮社」と呼ぶようになった。
日本の浄土宗では、その教義を究めた高僧に贈られる称号（蓮社号）となった。また浄土宗の一部の寺では、これら蓮社号を持つ高僧にあやかり「○蓮社」を名乗るところもある。

## 交通アクセス
- 都立大学駅より徒歩6分。